# Jeanne Matthey
Jeanne Matthey (ur. 25 stycznia 1886 w Aleksandrii, zm. 24 listopada 1980 w Paryżu) – francuska tenisistka.

## Kariera tenisowa
W latach 1909–1912 zdobyła cztery z rzędu tytuły mistrzyni mistrzostw Francji. Dwukrotnie w finałach wygrywała z mistrzynią olimpijską, Marguerite Broquedis. W 1913 roku uległa w finale Broquedis. Razem z Helen Wills Moody i Kate Gillou-Fenwick zajmuje czwarte miejsce w klasyfikacji tenisistek, które najczęściej triumfowały na turnieju w Paryżu. Razem z Suzanne Lenglen prowadzi w rankingu zawodniczek, które zdobyły najwięcej tytułów z rzędu.